# جلد الأفعى (مسلسل)
جلد الأفعى مسلسل سوري من إنتاج العام 1999.

## قصة المسلسل
تدور الأحداث حول البشر الذين يطمعون في كل شيء، ولا يقتنعون بما حصلوا عليه، حتى أنهم يغيرون من شكلهم لكي يستحوذوا على كل شيء، ولا يلتفتون إلى أي شيء خلال طريقهم، فهم لا يرحمون أحد .

## فريق العمل
قصة وسيناريو و حوار: رياض عصمت
إخراج: سليم صبري
مخرج مساعد: سمير غريبة
إنتاج وتوزيع: هيا للإنتاج والتوزيع الفني
مونتاج ومكساج: محمود يحيى
تصوير وإضاءة: بهجت حيدر

## بطولة
- سمر سامي (شهيرة)
- سوزان الصالح (سلمي)
- سلمى المصري (سناء)
- زهير عبد الكريم (شوكت)
- جهاد سعد (مسعود)
- سلوم حداد (المحقق)
- خالد تاجا
- جمال سليمان (منير)
- عابد فهد (أسامة)
- يارا صبري (إيمان)
- ميلاد يوسف (جمال)
- عبد الهادي صباغ (جابر)
- فائق عرقسوسي (صخر)
- هناء نصور (سحر)
- جهاد عبدو (جلال)
- سليم كلاس (شريف)
- عدنان بركات (أبو اسامة)
- سلوى سعيد (ام اسامة)
- عصام عبه جي (ٍسالم)
- صباح عبيد (سميح)
- حسن عويتي (أبو حسان)
- محمد الحريري (حامد)
- عبد الحكيم قطيفان
- سعد مينه
- وائل رمضان
- جلال شموط (وسيم)
- عبد المنعم عمايري (فراس)
- نضال نجم
- محمد حداقي (نعيم)
- قمر خلف (مايا)
- مانيا نبواني